# Cúmul del Fènix
El Cúmul del Fènix (SPT-CL J2344-4243) és un cúmul de galàxies situat a la Constel·lació del Fènix. Té una amplada d'uns 7,3 milions d'anys llum, la qual cosa el converteix en un dels cúmuls de galàxies més massius. Fou detectat per primera vegada per Rashid Sunyaev mitjançant l'Efecte Siuniàev-Zeldóvitx amb el Telescopi Pol Sud.
A diferència d'altres cúmuls on les galàxies centrals són vermelles perquè estan formades per estrelles vermelles molt velles orbitant al voltant d'un forat negre, el nucli del cúmul del Fènix és de color blau brillant, la qual cosa indica que el gas es refreda ràpidament, generant les condicions necessàries per a la formació de noves estrelles. Dins s'hi troba més matèria normal que el total de totes les galàxies del cúmul.
La ràtio de formació estel·lar és de les més grans mai vistes en el centre d'un cúmul de galàxies. Les observacions de l'observatori de raigs X Chandra de la NASA mostra la creació de 740 noves estrelles per any. Això és significativament més que el cúmul de Perseu, on les estrelles es formen unes 20 vegades més lentament.
El cúmul del Fènix produeix més raigs X que qualsevol altre cúmul massiu conegut. Les dades obtingudes suggereixen que el gas es refreda a la velocitat més gran mai observada. Al centre del sistema, hi ha un forat negre supermassiu que creix molt ràpidament. S'expandeix a una velocitat de 60 vegades la massa del nostre Sol cada any. La mida actual és d'un 20.000 milions de vegades la massa del Sol.